# Grande-Bretagne aux Jeux olympiques d'hiver de 1964
Le Royaume-Uni participe sous le nom de Grande-Bretagne aux Jeux olympiques d'hiver de 1964, organisés à Innsbruck en Autriche. Ce pays participe aux Jeux olympiques d'hiver pour la neuvième fois après sa présence à toutes les éditions précédentes. La délégation britannique, formée de 36 athlètes (27 hommes et 9 femmes), obtient une médaille d'or et se classe au onzième rang du tableau des médailles.

## Médaillés
| Médaille                       | Nom                   | Discipline | Épreuve           |
| ------------------------------ | --------------------- | ---------- | ----------------- |
| Médaille d'or, Jeux olympiques | Robin Dixon Tony Nash | Bobsleigh  | Bob à deux hommes |